# Nationalsozialistisches Reiterkorps
Het Nationalsozialistisches Reiterkorps (vertaald Nationaal-Socialistisch Ruiter- of Cavaleriekorps) bestond van 10 maart 1936 tot mei 1945. Het was een groep van autonome bereden eenheden die deel uitmaakten van de SA (Reiter-SA), Hitlerjugend (Reiter-HJ) of Schutzstaffel (Reiter-SS). Net als het NSFK en NSKK was het een zogenaamde NS-Kampforganisation van de nazipartij.

## Leiding en organisatie
Twee bureaus stonden aan de top van het NSRK: de Reichsinspektion SA-Reitschulen en de Reichsinspektor für Reit- und Fahrausbildung. Bij beide inspecties werd de functie van commandant vervuld door Karl-Siegmund Litzmann, die via de SA-Stabchef aan de Führer (Adolf Hitler) rapporteerde.

## Taken
Aanvankelijk was de voornaamste taak van het Reiterkorps het opleiden van nationaalsocialistische strijders die in dienst waren bij de Wehrmacht of de SS-Verfügungstruppe (later hernoemd tot Waffen-SS). Op 14 maart 1936 beval de Reichsjugendführer reeds dat ook alle leden van de Reiter-HJ een opleiding in één van de Reitschulen moesten volgen. Ook gaf het Reiterkorps vergunningen af aan haar leden en andere ruiters.

## Uniformering
Omdat er nooit sprake was geweest van een samenhangend geheel, had het NS-Reiterkorps geen eigen uniform. De leden droegen het uniform van de SS, SA of Hitler-Jugend, en konden slechts geïdentificeerd worden door middel van twee gekruisde lansen.

## Einde
Gedurende de oorlog speelde het NSRK slechts een kleine rol, aangezien het grootste deel van haar leden inmiddels aan het front vocht. Als nominaal onderdeel van de SA werd de organisatie in 1946 door de geallieerden verboden verklaard.

## Onderscheidingen
- Deutsches Reiter-Führer-Abzeichen (Duitse ruiter-onderscheiding)[2]
- Ehrenzeichen Für Verdienste um das NSRK (Duitse medaille van verdienste van het NSRK)
- Deutsches Jugend-Reit-Abzeichen (Duitse ruiter-onderscheiding voor de jeugd)
- Deutsches Pferde-Pfleger-Abzeichen (Duitse medaille voor paardenverzorgers)